# Šubertka
Šubertka (Šoberka, Šobrtka) je zaniklá usedlost v Praze 5-Smíchově, která stála na rohu ulic U Blaženky a Nad Bertramkou.

## Historie
Usedlost tvořily tři menší budovy – jedna obytná a dvě hospodářské. Roku 1704 ji měl v držení malostranský chirurg Ferdinand Schober von Hohenfurt. Koncem 19. století vlastnil usedlost Adolf Popelka. Po roce 1911 byla zbořena.
Vila Blaženka
Od 70. let 19. století stojí jižně od usedlosti na jejích pozemcích vila Blaženka.